# Latarnia morska Caldey
Latarnia morska Caldey – latarnia morska na wyspie Caldey Island. Położona jest na południe od miasta Tenby w hrabstwie Pembrokeshire, Walia. Latarnia jest wpisana na listę zabytków Royal Commission on the Ancient and Historical Monuments of Wales pod numerem 246.
Stacja została zbudowana przez Trinity House w 1829 roku. Została wybudowana kosztem 3380 funtów. Z dwóch stron 16-metrowej wieży latarni znajdują się dwa jednopiętrowe domy, które służyły za mieszkanie latarników i ich rodzin. Zbudowane zostały w latach 1868-1870 przez  T. C. Harveya.
Stacja została zautomatyzowana w 1927 roku i opuszczona przez latarników. Była ostatnią latarnią należącą do Trinity House zasilaną acetylenowym palnikiem; w 1997 roku zamieniono go na oświetlenie elektryczne .